# Mercurio di Cesarea
Mercurio di Cesarea (... – III secolo) è stato un militare romano che avrebbe subito il martirio per la fede; è considerato santo e il suo culto, molto antico, era celebrato a Cesarea in Cappadocia il 25 novembre.

## Agiografia

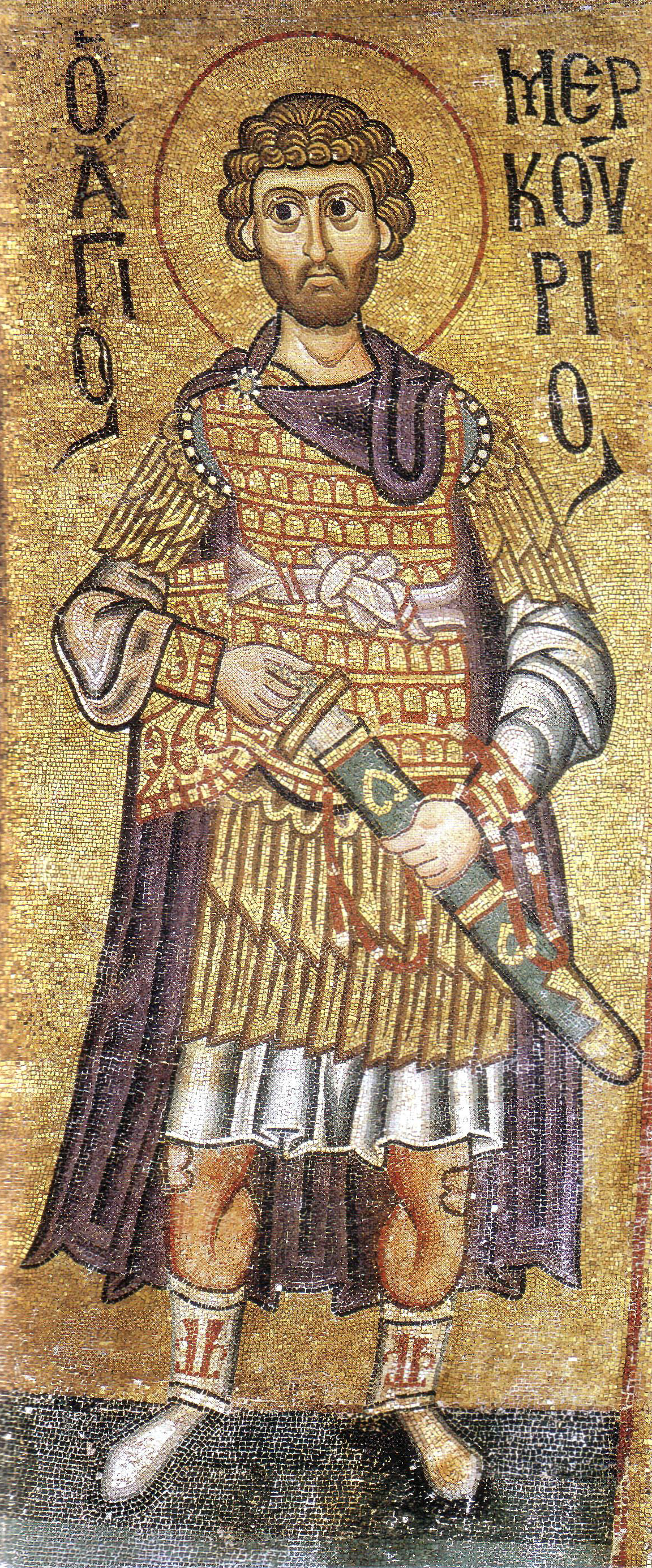
San Mercurio mosaico del monastero di Hosios Lukas

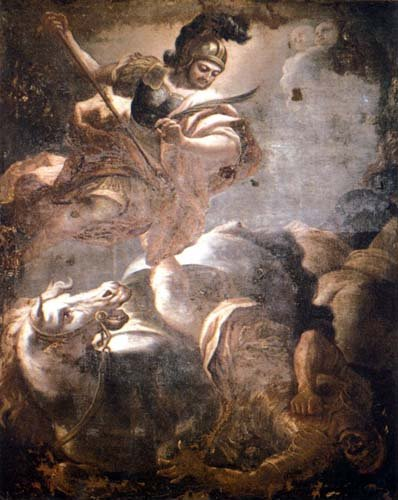
San Mercurio uccide l'imperatore Giuliano olio su tela del XVIII secolo, chiesa del Santissimo Salvatore, Toro

Figlio di un cristiano che gli aveva dato il nome di Filopatròs ("che ama il padre"), fu un soldato sotto gli imperatori Decio (249-251) e Valeriano (253-260), la cui carriera lo portò al rango di generale. Quando i due imperatori decisero di iniziare le loro persecuzioni contro i cristiani, Mercurio rivelò all'imperatore la propria fede. Fu per tre volte torturato ma per tre volte venne miracolosamente guarito da un angelo. Infine fu condotto in Cappadocia, sua patria d'origine, e lì decapitato.
Una leggenda lo vuole uccisore dell'imperatore Giuliano. Giuliano (360-363) aveva ripristinato la religione romana dopo Costantino, ma morì durante una campagna contro i Sasanidi, venendo ucciso in battaglia. La devozione dei fedeli vuole che a uccidere l'imperatore "apostata", fosse stato proprio Mercurio, a seguito di una preghiera di Basilio Magno.

## Culto
Le reliquie del santo sono conservate presso il santuario di Montevergine presso Avellino, a Toro, nella chiesa del Santissimo Salvatore, e parte nella chiesa di San Mercurio a Serracapriola (FG).
A Palermo esiste un oratorio a lui intitolato decorato con stucchi di Giacomo Serpotta.
Patrono di:
- Seminara (RC)
- Serracapriola (FG)
- Toro (CB)
- Coccorino di Joppolo (VV)